# Corfitz Ulfeldt til Kogsbølle
 Der er flere personer med dette navn, se Corfitz Ulfeldt (flertydig).
Corfitz Ulfeldt til Kogsbølle (død 12. marts 1563) var en dansk kannik og rigsråd.
Han var søn af Knud Ebbesen Ulfeldt til Kogsbølle (senere Holckenhavn) og Anne Eriksdatter Hardenberg. Inden han blev voksen, fik han et kannikedømme i Roskilde Domkirke af sin fætter biskop Joachim Rønnov, hvad der synes at have sat en del ondt blod i datidens gejstlige verden. 
Ved reformationen tabte kirkens embeder tiltrækning i adelens øjne, og også Corfits Ulfeldt trådte delvist tilbage. Efter at være indtrådt i den civile statsstyrelse som sekretær i kancelliet, forlenedes han i 1546 med Thyholm Provsti og Hvidbjerggård,
ligesom han havde beholdt sit kannikedømme. Året efter havde han den ærgrelse som garant for Jep Tordsen Sparre at måtte indbetale 400 jokimsdalere til kongen, da Jep havde misligholdt sine forpligtelser.
Christian 3. forlenede ham i 1550 yderligere med Sørup på Falster og i 1552 med Vor Frue Kloster i Roskilde. Senere afstod han sit kannikedømme til kongens livlæge Jakob Bording, men til gengjæld fik han et andet embede, St. Laurentii Kapel, og da han havde købt Selsø Hovedgård af Hans Barby, gav kongen ham Eskildsø i Roskilde Fjord, først som len og straks efter i magelæg. I 1561 skænkede kongen ham Gråbrødreklosteret i Roskilde, og endelig fik han i 1562 tilladelse til at indløse pantelenet Hundslund Kloster fra panthaveren.
Ved nytårstid 1563 sendtes Ulfeldt og Jacob Brockenhuus som gesandter til Stockholm, bl.a. for at formå den svenske konge til at frafalde brugen af det danske og norske våben, men gesandtskabet gjorde snarere ondt værre. På hjemvejen blev Ulfeldt pludselig syg og døde 12. marts 1563 på Hillerødsholm. 
Han blev aldrig gift.